# Dead Boys
Dead Boys war eine Band, die harten Punkrock spielte. Sie wurde zu der Szene gezählt, die Mitte der 1970er Jahre um den Musikclub CBGB in New York City entstanden war. Die Bandmitglieder kamen jedoch alle ursprünglich aus Cleveland, Ohio. Die Dead Boys veröffentlichten zwei Studioalben, bevor sich die Band 1979 auflöste.

## Bandgeschichte
Gitarrist Cheetah Chrome und Schlagzeuger Johnny Blitz hatten in der Band „Rocket from the Tombs“ gespielt, die sich 1975 auflöste. Ihre musikalischen Vorbilder waren Alice Cooper, The Stooges und The New York Dolls. Sie gründeten zusammen mit dem Sänger Stiv Bators, dem zweiten Gitarristen Jimmy Zero und dem Bassisten Jeff Magnum in Cleveland zunächst eine Band namens „Frankenstein“, gaben aber nur ein paar wenige lokale Konzerte unter diesem Namen.
Als sie von der florierenden Underground-Szene in der Straße Bowery in Downtown Manhattan hörten, in der die befreundeten Ramones zu den anerkannten Bands gehörten, arrangierten sie mit Hilfe von deren Sänger Joey Ramone einen Probeauftritt im CBGB. Dort wurden sie vom Publikum gefeiert. Bators’ Bühnenshow mit seinen Iggy-Pop-ähnlichen Gebärden und der harte Drei-Akkorde-Punk der Band kamen in New York sehr gut an. Hilly Kristal, der Besitzer des CBGB, ließ sich von ihnen als Manager anheuern, und bald darauf bekamen sie einen Plattenvertrag beim Plattenlabel Sire Records, das auch die Ramones unter Vertrag hatte.
Die Band, die sich inzwischen Dead Boys nannte, hatte mit Ausnahme des Bassisten Jeff Magnum die gleiche Besetzung wie Frankenstein. Auf ihrem ersten Album Young, Loud & Snotty spielte Bob Clearmountain, der später als Produzent bekannt wurde, den Bass. Produziert wurde das Album 1977 von Rocksänger Genya Ravan. Als die Dead Boys im selben Jahr als Vorband von Iggy Pop in den USA sowie als Vorband von The Damned in England auf Tournee gingen, stieg Magnum als Bassist wieder ein.
Trotz positiver Kritiken in der Musikpresse war Punk für die meisten Rockfans in den USA noch immer recht fremd und der erwartete Verkaufserlös des Debütalbums blieb aus.
Die Dead Boys konzentrierten sich auf ihr zweites Album, das von Lou Reed unter dem Arbeitstitel Down to Kill produziert wurde. Die Plattenfirma hielt den Klang der Musik jedoch für „zu hart“, um damit einen Hit landen zu können, und bestand darauf, Felix Pappalardi, den ehemaligen Produzenten von Cream, zu engagieren. Pappalardi hatte jedoch keinen Zugang zu den lauten und schnellen Passagen der Songs, und so verlief die Zusammenarbeit recht unfruchtbar.
Unter dem neuen Titel We Have Come for Your Children erschien 1978 das zweite Album. Es enthielt zwar den Punk-Klassiker Ain’t It Fun, jedoch konnte es den Verkaufserlös des Vorgängers nicht überbieten. Die Band war danach auf Tourneen lange Zeit groben Beleidigungen und Kränkungen ausgesetzt. Johnny Blitz wurde in New York auf der Straße mit einem Messer angegriffen, wurde schwer verletzt und überlebte den Überfall nur knapp. John Belushi, Divine, die Ramones, Mitglieder von Blondie sowie Alice Coopers Gitarrist Glen Buxton veranstalteten daraufhin im Musikclub CBGB ein Benefizkonzert unter dem Titel Blitz Benefit, um Blitz’ Arztkosten zu finanzieren.
Im Jahr 1979 zwang Sire Records die Band, eine laufende Konzerttournee abzubrechen. Da Label-Inhaber Seymour Stein meinte, sich mit Punk „gründlich verspekuliert zu haben“, verlangte er von den Dead Boys, ihren Musikstil, ihr Image und den Bandnamen zu ändern. Die Band löste sich daraufhin auf, musste jedoch Monate später ihren vertraglichen Verpflichtungen mit Sire Records nachkommen und gab im CBGB ein Konzert, das für ein Livealbum aufgenommen wurde. Sänger Bators ließ jedoch sein Mikrofon während des Auftritts ausgeschaltet, um die Aufnahmen unbrauchbar zu machen. Als das Bomp-Label ein paar Jahre später das Album veröffentlichen wollte, wurde Bators Gesangspart im Tonstudio neu aufgenommen und über die alte Aufzeichnung gelegt.
In den 1980er Jahren trat die Band gelegentlich bei einzelnen Konzerten auf. In dieser Zeit wurde ein größeres Heavy-Metal-Publikum auf die Dead Boys aufmerksam, als die New Yorker Band Overkill um Sänger Bobby Blitz Coverversionen der Lieder Sonic Reducer und Ain’t Nothin’ to Do veröffentlichte. Von der populären US-Rockband Guns N’ Roses existiert eine Coverversion des Stücks Ain’t It Fun.

## Diskografie

### Alben
- 1977: Young, Loud & Snotty
- 1978: We Have Come for Your Children
- 1981: Night of the Living Dead Boys (live, aufgenommen im CBGB, New York City, März 1979)
- 1987: The Return of the Living Dead Boys
- 1988: Liver Than You’ll Ever Be
- 1989: Younger, Louder and Snottyer!!! (Originalmix von 1977)
- 1997: Younger, Louder & Snottier (Remixe)
- 1997: Twistin’ on the Devil’s Fork: Live at CBGB’s 1977 & 1978
- 1998: All This and More
- 1999: 3rd Generation Nation

### Singles
- 1977: Sonic Reducer
- 1978: Tell Me
- 1980: Not That Way Anymore (mit Stiv Bators)
- 1987: All the Way Down (Poison Lady) / The Nights Are so Long
- 1988: Search & Destroy
- 1995: Eve of the Dead Boys (als Frankenstein)
- 2000: Buried Gems
- 2013: Last Stand 1980 EP